# Evropský výbor orgánů bankovního dohledu
Evropský výbor orgánů bankovního dohledu (anglicky Committee of European Banking Supervisors , zkratka CEBS) byla nezávislá poradní skupina pro bankovní dohled v Evropské unii složená ze zástupců nejvyšších představitelů bankovních dohledů a centrálních bank zemí Evropské unie. Evropský výbor orgánů bankovního dohledu byl od 1. ledna 2011 nahrazen Evropským orgánem pro bankovnictví.
Úkolem Evropského výboru orgánů bankovního dohledu bylo:
- Poradenství Komisi, buď na žádost Komise ve lhůtě, kterou Komise může stanovit podle naléhavosti věci, nebo z vlastního podnětu výboru, zejména pokud jde o přípravu návrhu prováděcích opatření v oblasti bankovnictví
- Přispívat k důslednému uplatňování směrnic EU a ke sladění postupu členských států dohledu v celé Evropské unii
- Posílení spolupráce dohledových orgánů, včetně výměny informací.

## Sídlo
Kancelář Sekretariátu Evropského výboru orgánů bankovního dohledu byla umístěna v Londýně.